# 530-ті до н. е.

## Події

### Рим
Царем Риму був напівлегендарний Сервій Туллій (відомий за пізніми згадками в римського історика Тита Лівія). Близько 535 року до н. е. його вбили донька Туллія Молодша та зять Луцій Тарквіній Гордий, який і став царем.

### Греція
- У 538 році до н. е. тираном Афін втретє став Пісістрат.
- Після битви при Алалії, яка відбувалась між 540 та 535 роками до н. е., спільний флот етрусків та карфагенців атакував менший флот грецьких колоністів з Фокеї, примусивши їх відступити з Корсики та Сардинії.
- Царем грецького царства Кирена в Африці був Батт III. Уклав угоду з єгипетським фараоном Яхмосом II.
- Тираном острова Самос у 538 чи 537 роках до н. е. став Полікрат.

### Близький Схід та Єгипет
Царем Персії був Кір II Великий. 539 року до н. е. він розпочав війну проти Вавилону.  Вавилонський цар Набонід залишив у столиці гарнізон на чолі зі своїм сином та співправителем Валтасаром. Кір завдав поразку Набоніду, який з залишками армії відступив до Борсіппи. Тим часом перська армія взяла Вавилон, Валтасар загинув. Набонід капітулював, був відправлений у заслання. Вавилон увійшов до Перської імперії.
У 538 році до н. е. своїм указом Кір скасував Вавилонський полон юдеїв, дозволив їм повернутися на батьківщину та відбудувати Єрусалимський Храм.
Фараоном Єгипту був Яхмос II.

### Китай
У Китає тривав період Чуньцю.

## Персоналії

### Діяльність
- Піфагор, давньогрецький натурфілософ

### Народились
- близько 535 до н. е., Геракліт, давньогрецький філософ з Ефесу

### Померли
- за однією з традицій, Лао-цзи, китайський філософ та засновник даосизму